# Alaska Chilkat Bald Eagle Preserve
Das Alaska Chilkat Bald Eagle Preserve ist ein etwa 200 km² großer, 1982 gegründeter State Park im Haines State Forest im Nordwesten des Panhandle von Alaska. Der Großteil des Schutzgebiets liegt am Unterlauf des Chilkat River nördlich von Haines. Teile der Flusstäler von Klehini und Tsirku River ergänzen das Preserve.
Das Gebiet beherbergt die weltweit größte Population an Weißkopfseeadlern mit 200 bis 400 ganzjährig dort lebenden Vögeln. Während der Lachswanderung im Herbst steigt die Zahl auf bis zu 4000 Tiere.
Im Schwemmkegel am Mündungsgebiet des Tsirku in den Chilkat sammelt sich durch Zuflüsse von Regen- und Schmelzwasser in den warmen Jahreszeiten mehr Wasser, als abfließen kann. Dieses aufgestaute Reservoir hat während der Frostmonate eine um einige Grad höhere Temperatur als das umgebende Wasser und hält so den Abfluss des Chilkat zum Lynn Canal auf etwa 8 km eisfrei. Dieses offene Gewässer bietet den Adlern im Winter ein ausreichendes Nahrungsangebot.